# Battaglia di Orcomeno
La battaglia di Orcomeno (latino Orchomenus, greco antico Ορχομενος) si svolse in Beozia nell'86 a.C., e vide contrapposti l'esercito romano guidato da Lucio Cornelio Silla e l'esercito pontico di Mitridate VI, cui erano a capo i comandanti Archelao e Dorilao.

## Contesto storico
L'espansionismo da parte di Mitridate era iniziata verso la fine dell'89 a.C., con due vittorie sulle forze prima del re di Bitinia, Nicomede IV e poi contro lo stesso Manio Aquilio, a capo della delegazione e dell'esercito romano in Asia Minore. L'anno successivo Mitridate decise di continuare nel suo progetto di occupazione dell'intera penisola anatolica, ripartendo dalla Frigia. La sua avanzata proseguì, passando dalla Frigia alla Misia, e toccando quelle parti di Asia che erano state recentemente acquisite dai Romani. Poi mandò i suoi ufficiali per le province adiacenti, sottomettendo la Licia, la Panfilia, ed il resto della Ionia.
A Laodicea sul fiume Lico, dove la città stava ancora resistendo, grazie al contributo del proconsole Quinto Oppio, Mitridate fece questo annuncio sotto le mura della città:
(Appiano, Guerre mitridatiche, 20.)
Dopo questo annuncio, gli abitanti di Laodicea lasciarono liberi i mercenari, ed inviarono Oppio con i suoi littori a Mitridate, il quale però decise di risparmiare il generale romano.
Non molto tempo dopo Mitridate riuscì a catturare anche Manio Aquilio, che egli riteneva il principale responsabile di questa guerra e lo uccise barbaramente.
Sembra che a questo punto, la maggior parte delle città della Asia si arresero al conquistatore pontico, accogliendolo come un liberatore dalle popolazioni locali, stanche del malgoverno romano, identificato da molti nella ristretta cerchia dei pubblicani. Rodi, invece, rimase fedele a Roma.
Non appena queste notizie giunsero a Roma, il Senato emise una solenne dichiarazione di guerra contro il re del Ponto, seppure nell'Urbe vi fossero gravi dissensi tra le due principali fazioni interne alla Res publica (degli Optimates e dei Populares) ed una guerra sociale non fosse stata del tutto condotta a termine. Si procedette, quindi, a decretare a quale dei due consoli, sarebbe spettato il governo della provincia d'Asia, e questa toccò in sorte a Lucio Cornelio Silla.
Mitridate, preso possesso della maggior parte dell'Asia Minore, dispose che tutti coloro, liberi o meno, che parlavano una lingua italica, fossero barbaramente trucidati, non solo quindi i pochi soldati romani rimasti a presidio delle guarnigioni locali. 80 000 tra cittadini romani e non, furono massacrati nelle due ex-province romane d'Asia e Cilicia (episodio noto come Vespri asiatici).
La situazione precipitò ulteriormente, quando a seguito delle ribellioni nella provincia asiatica, insorse anche l'Acaia. Il governo della stessa Atene, fu rovesciato da un certo Atenione, che poi si dimostrò a favore di Mitridate, meritandosi dallo stesso il titolo di amico. Il re del Ponto appariva ai loro occhi come un liberatore della grecità, quasi fosse un nuovo Alessandro Magno.
Nel corso dell'inverno dell'88/87 a.C. infatti, la flotta pontica, sotto la guida dell'ammiraglio Archelao, invadeva Delo (che si era ribellata ad Atene) e restituiva tutte le sue roccaforti agli Ateniesi. In questo modo Mitridate portò a sé stesso nuove alleanze oltre che tra gli Achei, anche tra Lacedemoni e Beoti (tranne la città di Thespiae, che fu subito dopo stretta d'assedio). Allo stesso tempo, Metrofane, che era stato inviato da Mitridate con un altro esercito, devastò i territori dell'Eubea, oltre al territorio di Demetriade e Magnesia, che si erano rifiutate di seguire il re del Ponto. Il grosso delle armate romane non poté però intervenire in Acaia, se non ad anno inoltrato, a causa dei difficili scontri interni tra la fazione dei populares, capitanate da Gaio Mario, e quella degli optimates, condotta da Lucio Cornelio Silla. Alla fine ebbe la meglio quest'ultimo, il quale ottenne che venisse affidata a lui la conduzione della guerra contro il re del Ponto.
E mentre Silla stava ancora addestrando ed arruolando l'esercito, per recarsi in Oriente a combattere Mitridate VI, Gaio Mario, avendo ancora l'ambizione di essere lui a guidare l'esercito romano contro il re del Ponto, era riuscito a convincere il tribuno Publio Sulpicio Rufo a convocare una seduta straordinaria del Senato per annullare la precedente decisione di affidare il comando a Silla. Quest'ultimo, appresa la notizia, prese una decisione grave e senza precedenti: scelse le 6 legioni a lui più fedeli e, alla loro testa, si diresse verso Roma stessa. Nessun generale, in precedenza, aveva mai osato violare con l'esercito il perimetro della città (il cosiddetto pomerio). Egli, dopo avere preso opportuni provvedimenti compiendo una prima strage dei suoi oppositori, tornò a Capua, pronto ad imbarcarsi con l'esercito per l'imminente campagna militare e passò quindi in Grecia con 5 legioni.
Caduta Atene nel marzo dell'86 a.C., e poco dopo il vicino porto del Pireo, il generale romano vendicò l'eccidio asiatico di Mitridate, compiuto su Italici e cittadini romani, compiendo un'autentica strage ad Atene. Silla proibì l'incendio della città, ma permise ai suoi legionari di saccheggiarla. Il giorno seguente il comandante romano vendette il resto della popolazione come schiavi. Catturato Aristione, chiese alla città come risarcimento del danno di guerra, circa venti chili di oro e 600 libbre d'argento, prelevandole dal tesoro dell'Acropoli.
Poco dopo fu la volta del porto di Atene del Pireo. Da qui Archelao decise di fuggire in Tessaglia, attraverso la Beozia, dove portò ciò che era rimasto della sua iniziale armata, radunandosi presso le Termopili con quella del generale di origine tracia, Dromichete (o Tassile secondo Plutarco).

### Antefatto

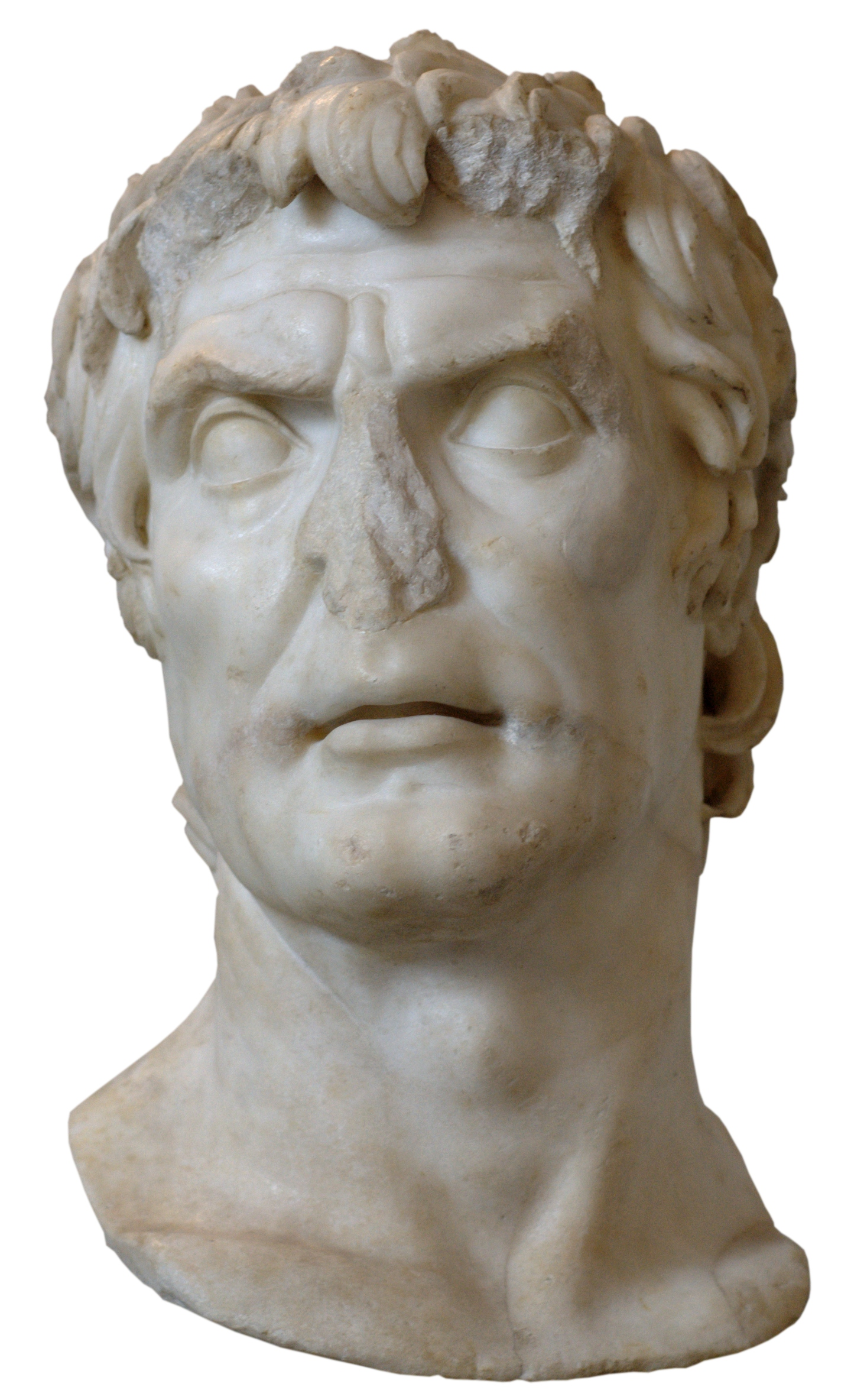
Lucio Cornelio Silla

Il generale romano decise quindi di inseguire il nemico, muovendo verso la Beozia, mentre un altro contingente romano, proveniente dalla Tessaglia, si univa a lui, sotto la guida di un certo Ortensio. I Romani, che erano così riusciti a riunire le loro forze in vista dell'imminente scontro tra le due armate, si posero all'inseguimento dell'armata di Archelao assai più numerosa. Ma Silla preferì attendere di scontrarsi con il nemico fino a quando non avesse trovato un terreno a lui sufficientemente favorevole per battere il nemico. 
(Appiano, Guerre mitridatiche, 42.)
Silla, dopo aver superato il fiume Assus, avanzò fino ai piedi del monte Hedylium, accampandosi di fronte ad Archelao, che aveva posto i suoi accampamenti tra i monti Acontium e Hedylium, in località detta Assia, tanto che il luogo in cui si accampò, fu in seguito chiamato Archelao. Dopo una giornata di tregua, Silla decise di lasciare l'attacco decisivo.
(Appiano, Guerre mitridatiche, 42.)
(Appiano, Guerre mitridatiche, 44.)
Molte delle truppe mitridatiche furono uccise nella pianura, in numero maggiore coloro che cercavano di raggiungere il loro accampamento. Sembra infatti che caddero, secondo Tito Livio, ben 100 000/110 000 armati dell'esercito di Mitridate, rimanendone in vita solo 10 000. Al contrario i Romani caduti furono solo 12 secondo lo stesso Silla, o 13 secondo il racconto di Appiano.
Dopo questa prima vittoria, le armate romane inseguirono quelle mitridatiche di Archelao che si erano dirette inizialmente all'isola di Zacinto, senza riuscire però ad occuparla, per poi rientrare a Calcide.

## Forze in campo

### Romani e loro alleati
Le armate romane messe in campo da Lucio Cornelio Silla nell'87 a.C. ammontava a 5 legioni romane (pari a circa 20 000 soldati), composte da circa 4 000 armati ciascuna. A questi andavano ad aggiungersi alleati greci e macedoni, per un totale complessivo di altri 20 000 armati. Sembra che un altro contingente romano si sia unito al proconsole romano, proveniente dalla Tessaglia e sotto la guida di un certo Ortensio, da identificarsi forse con l'oratore Quinto Ortensio Ortalo.

### Pontici e loro alleati
Le forze mitridatiche sembra ammontassero ad 80 000 armati, oltre ad altri 10 000, fuggiti dalla battaglia di Cheronea.

## Battaglia

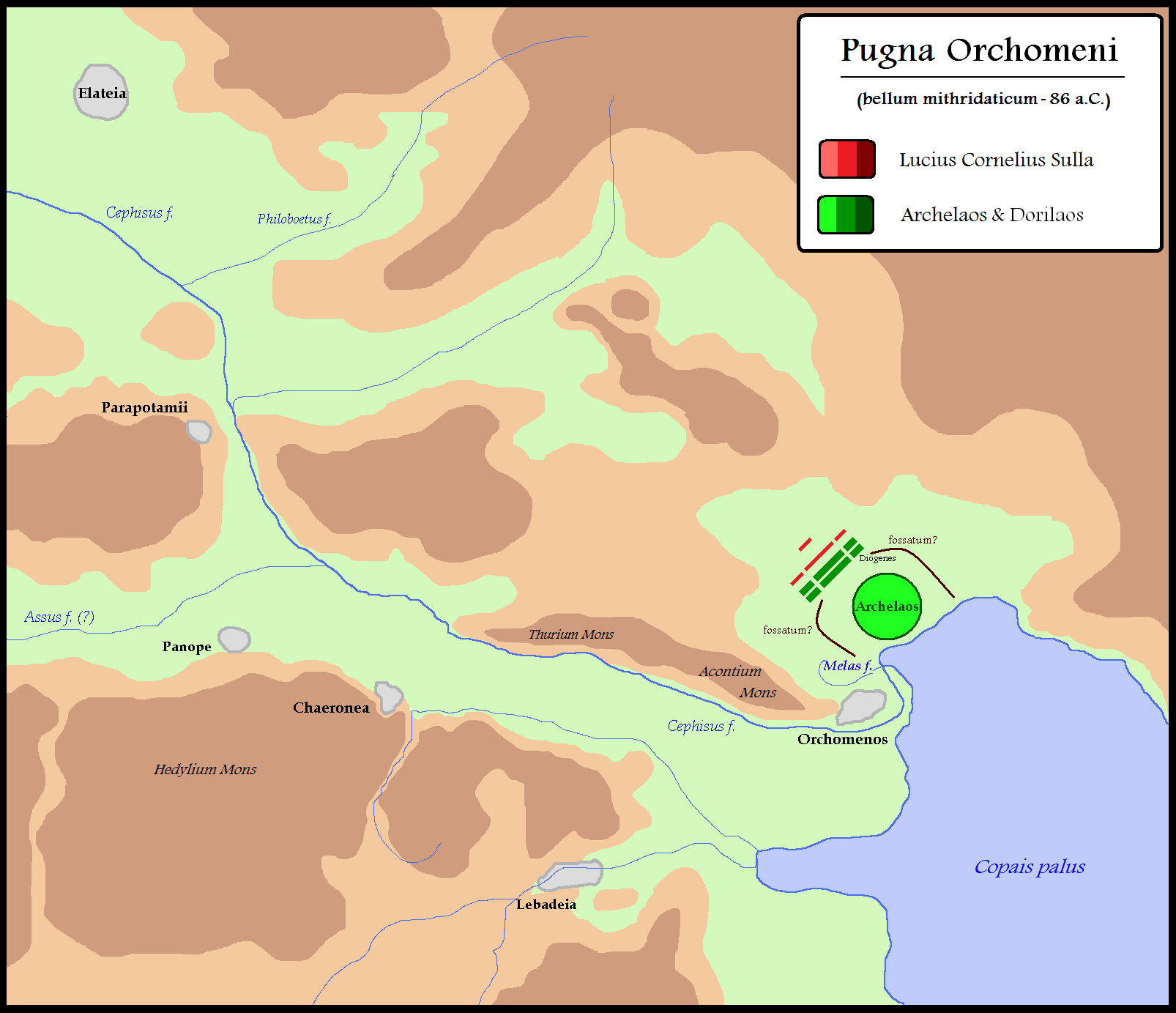
Mappa dei movimenti delle armate romane, durante la battaglia combattuta presso Orchomenos.

Dorilao era ansioso di scontrarsi con Silla in battaglia, ignorando le proteste di Archelao, senza tenere conto che nella battaglia precedente tante erano state le perdite mitridatiche. Al contrario Archelao si stava dimostrando prudente e buon conoscitore del valore delle armate romane, così che dopo una piccola scaramuccia con Silla vicino Tilphossium, lo stesso Dorilao convenne che era meglio adottare una tattica attendistica piuttosto che scontrarsi in campo aperto con Silla. Tuttavia, Archelao fu molto incoraggiato dalla natura del terreno nei pressi di Orcomeno, dove l'esercito mitridatico decise di accamparsi, in quanto si trattava di un possibile campo di battaglia assai favorevole a loro che possedevano una grossa forza di cavalleria. Ecco come descrive il campo di battaglia Plutarco:
(Plutarco, Vita di Silla, 20.4-5.)
Giunto anche Silla nella pianura di Orcomeno, egli decise di accamparsi di fronte all'esercito nemico e dispose che i suoi soldati cominciassero a scavare delle trincee su entrambi i lati dello schieramento (larghe 10 piedi), in modo da ostacolare la corsa della cavalleria nemica, con la speranza di poterla respingere e costringerla a ritirarsi dove il terreno è più acquitrinoso. Ma i generali di Mitridate, che avevano intuito le intenzioni del comandante romano, mandarono le loro armate all'assalto alla massima velocità, in modo tale che non solo i soldati che lavoravano alle trincee furono dispersi, ma anche la maggior parte dell'armata che si era schierata davanti, a loro protezione, fu costretta ad indietreggiare con grande scoramento e confusione dell'armata romana.
(Plutarco, Vita di Silla, 21.2-3.)

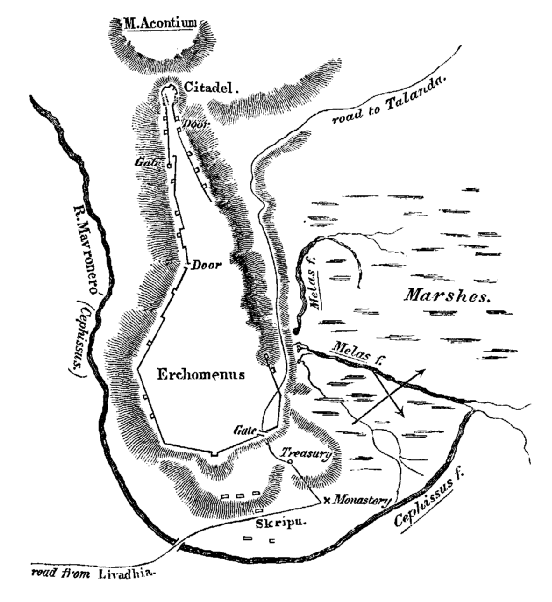
Mappa della città di Orcomeno con la vicina palude sulla sinistra ed i fiumi Cefisus e Melas.

Il giorno dopo, Silla fece avanzare la sua armata fin sotto le fortificazioni nemiche, procedendo con i lavori di scavo tutt'intorno all'accampamento nemico (ad una distanza inferiore ai 600 piedi) per evitare che ancora una volta Archelao potesse fuggire in Calcide. Sappiamo da Appiano che durante l'intera notte, mise a guardia del campo nemico numerose sentinelle ovunque. E quando la maggior parte delle truppe mitridatiche si decise a venir fuori per dar battaglia, il comandante romano riuscì ancora una volta a metterle in fuga. Tanta fu la paura del nemico che nessuna resistenza gli fu opposta e Silla riuscì ad occupare il loro accampamento. 
(Appiano, Guerre mitridatiche, 50.)
Il nemico in fuga corse poi verso le vicine paludi, lasciando nelle stesse un numero impressionante di morti, tanto che Plutarco racconta:
()
Archelao riuscì a mettersi in salvo, avendo trovato una barca nelle paludi e riuscendo a scappare in Calcide, mentre le perdite dell'armata di Mitridate assommarono altri 15 000 uomini circa (di cui 10 000 cavalieri) alle precedenti di Atene e Cheronea.

## Conseguenze
Il giorno successivo alla vittoria, Silla decorò il tribuno militare Basillus, e diede ricompense al valore agli altri. Poi riprese la sua marcia portando devastazione in Beozia, che si era schierata prima dalla parte di uno e poi dell'altro, per poi trasferirsi in Tessaglia dove decise di porre i suoi quartieri d'inverno, in attesa che il suo legato, Lucio Licinio Lucullo gli portasse la flotta. Ma non ricevendo alcuna notizia di Lucullo, decise di iniziare egli stesso ad approntare la flotta, disponendone la costruzione.
La vittoria consentì ai Romani la riconquista della Grecia: Mitridate fu costretto a sottoscrivere la Pace di Dardano, la quale gli impose di ritirarsi, di consegnare parte della flotta (e di smantellarne un'altra parte) e di pagare un tributo di 3 000 talenti (12 000 sesterzi). Tale pace, formulata in modo frettoloso, consentì a Mitridate di evitare una totale disfatta e, probabilmente, anche la perdita della vita. Silla, infatti, fremeva dalla voglia di tornare a Roma per riaffermare il proprio potere.